# Castilleja rhexiifolia
Espèce
Classification phylogénétique
Castilleja rhexiifolia est une espèce de plantes herbacées à fleurs, de la famille des Scrophulariaceae selon la classification classique, ou à celle des Orobanchaceae selon la classification phylogénétique.
Ce « pinceau indien » est originaire d'Amérique du Nord. Sa présence a notamment été relevée dans le Parc national de Glacier.